# حساب التفاضل والتكامل العشوائي

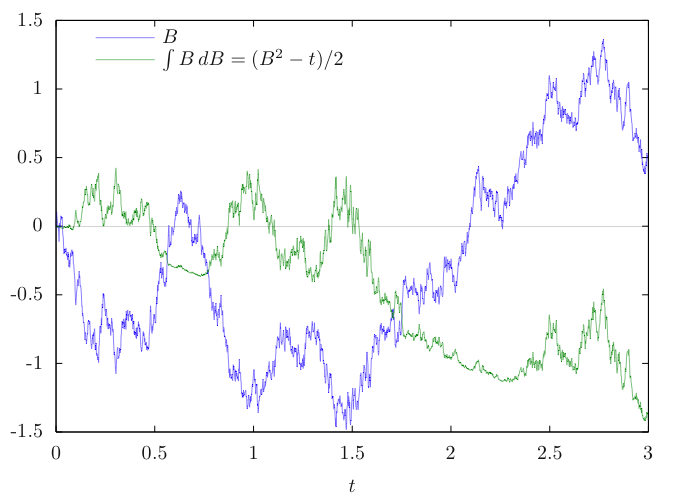

حساب التفاضل والتكامل العشوائيّ (بالإنجليزية Stochastic calculus) هو فرع من فروع الرياضيات التي تعمل على العمليات العشوائية أو ما تسمى بالعمليات ألتصادفية.
يتم استخدام حساب التفاضل والتكامل العشوائيّ لحساب الأنظمة النموذجية التي تتصرف بشكل عشوائي.
من العمليات العشوائية المعروفة التي يطبق عليها حساب التفاضل والتكامل العشوائيّ هي عملية فينر (تكريما للعالم نوربرت وينر)، والذي يستخدم لنمذجة الحركة البراونية كما وصفها ألبرت أينشتاين وغيرها من عمليات الانتشار في الفضاء المادي من الجسيمات يخضع لقوى عشوائية .
منذ سبعينات القرن العشرين تم تطبيق عملية عملية فينر على نطاق واسع في الرياضيات المالية والاقتصاد لنمذجة التقدم في وقت وأسعار الأسهم وأسعار الفائدة للسندات.

## اقرأ أيضًا
- حساب التفاضل والتكامل متعدد المتغيرات